# Дейлеланд
Дейлеланд (нидерл. Dijleland — долина реки Диль) — природный регион в центральной части провинции Фламандский Брабант, Бельгия. Расположен непосредственно к востоку от города Брюссель. Включает в себя территорию 14 коммун, входящих в состав как Халле-Вилворде, так и Лёвенского округа. Известен своими лесами (на юге — Суаньский лес) и быстрыми реками, главная из которых — Диль. Его урбанизированным центром является город Лёвен. Близкие Брюсселю коммуны в значительной степени застроены: Крайнем, Везембек-Оппем и Завентем, в котором находится Брюссельский аэропорт, неблагоприятно влияющий на экологическую обстановку в регионе. К примеру, в Дейлеланде перестали водиться барсуки, численность которых пытаются восстановить добровольцы на охраняемой территории площадью около 200 га. На юго-западе Дейлеланда выделяется регион Дрёйвенстрек, земли которого издавна были освоены под виноградники.